# Hadrian
Adrián Gabriel Salguero Mora, conocido artísticamente como Hadrian es un rapero, cantante, compositor y productor mexicano. Su carrera inició desde temprana edad y se dio a conocer después de coronarse como el primer mexicano Campeón Internacional de Red Bull Batalla de Los Gallos en el 2008 por su forma de hacer freestyle. Su carrera se ha distinguido por incursionar y fusionar distintos géneros, estilo que le ha acarreado de igual manera un sinnúmero de críticas. Apodado por sus seguidores como “El Niño de Oro”, “El Champ” y “Papi Salguero”, así como “El Padre del Trap Mexicano” por Noisey Vice, ha lanzado colaboraciones con artistas como Julio Preciado, Grupo Codiciado, Tony Aguirre, Beto Vega, Jaziel Avilez, Grupo Recluta, Aczino, Eme Malafe, Emjay, Adán Cruz, Go Golden Junk, Lit Killah, Kodigo, Papatinho, Cruz Cafuné, Dakillah, Héctor Guerra, Beatboy, LNG SHT, Akapellah, Sipo One, Eptos Uno, T-Killa, Achepe y Farruko (Mi Corrido Remix)

## Carrera musical

### Primeros años
Adrián Salguero nació en la Ciudad de México, en la colonia Pogreso Nacional ubicada en la Delegación Gustavo A. Madero, en la frontera norte de la capital mexicana con el Estado de México. Es hijo de José Salguero Díaz y María Angelina Mora Velázquez. Su padre durante muchos años fue empleado de la compañía de luz y de quien le nació el gusto por la música, ya que si bien en un momento le daba pena que su padre cantara con sus amigos, años más tarde entendió su gusto por hacerlo. Su madre también empleada y ama de casa, dedicó su vida a sus hijos. Es el hijo menor de 5 hermanos, su hermano mayor también fue fuente de inspiración, ya que formaba parte de una orquesta de son cubano, es así que creció rodeado de una variedad de distintos géneros musicales, donde lo mismo escuchaban mariachis, baladas y rock mexicano, siendo la música una constante en su entorno y donde artistas como Lenny Kravitz y Luis Miguel fueron sus inspiraciones musicales. Si bien se ha dedicado de hacerse de una trayectoria en la música, primero culminó sus estudios como Licenciado en Comercio Internacional, mismos que complementó con un posgrado en Recursos Humanos.

### 2007–2008:La Batalla de los Gallosy primeros trabajos
Su gusto por la música se acrecentó durante su paso por la preparatoria. Hadrian se desenvolvió con destreza y naturalidad en el hip-hop y el rap, género al que llegaría por casualidad al estar jugando basquetbol con sus amigos en una primaria cercana donde el conserje de la escuela acostumbraba escuchar rap. Posteriormente, Hadrian cultivaría este y otros ritmos y fue en 2006 cuando tuvo su primer acercamiento con el mundo de las batallas de freestyle, asistiendo como público a la edición de Red Bull Batalla de los Gallos de ese año, donde ganó el rapero de Tláhuac, T killa. Desde ese momento, Hadrian comenzó a improvisar y un año después se apuntó a dicha competencia, pero quedó fuera en las clasificatorias. Fue hasta la edición de 2008 cuando Hadrian se coronó campeón nacional, superando a Mc's como Danger, Gino y Sipo; esto le permitió representar a México en la final internacional de Red Bull Batalla de los Gallos, celebrada en el Museo Anahuacalli de la capital del país en el 2008.
Hadrian arrancó su participación superando al dominicano Pope en los octavos de final, para después vencer a Código, representante de Estados Unidos, en los cuartos; avanzar derrotando al chileno Basek en las semifinales y, por último, coronarse, sin un voto en contra, frente al colombiano Mena en la final, convirtiéndose así en el primer mexicano en ostentar ese título y que nadie más lograría tener hasta casi una década después (aczino y rapder). Un año después, Hadrian iba a competir en la última edición de Red Bull Batalla de los Gallos Internacional en España antes de que la empresa hiciera un parón en la organización de la justa entre 2009 y 2012. Sin embargo, el mexicano no pudo salir de su país debido a la pandemia de influenza AH1N1, truncando así su enfrentamiento con otros campeones de Red Bull.
Más allá de tomar las batallas como su camino, el cantautor utilizó la plataforma como un trampolín que le permitiera mostrar su talento como compositor, convertirse en uno de los principales exponente del rap en la escena mexicana. Desde sus inicios, Hadrian vio la música como un arte completo y no sólo como un género, lo que le ha permitido, hasta la fecha, incursionar en distintas ramas y fusionar una variedad de estilos que muchos intentan replicar.
A la par de ser campeón internacional, Hadrian hizo su primer trabajo titulado "Hell Inizio del Mal" en 2008, disco formado por composiciones dispersas. Ese mismo año, Hadrian ganó la competencia de freestyle "Versos vs Versos" que le valió el ser apoyado por Dj Iceman, con quien produjo su segundo material titulado “Vuduh”,  donde fusiona toques de Crunk y hardcore. De este material se desprende la canción "Mantis Religiosa."

### 2008–2012: Inspiraciones, batalla contra El B, "Con Soul", experimentos y críticas
Hadrian continuó participando en batallas dentro de bares y en lugares de la capital donde en ese entonces se desenvolvía la nueva escena del rap mexicano. Apoyado en ese entonces por un amigo, decidió apostar por sus ideas y su forma de escribir, sin dejar de lado sus estudios y culminando su universidad además de dedicarse a la música.
Su entorno, así como aspectos de su vida familiar un tanto dolorosos, marcaron fuertemente la vida y pensamientos del artista, quien encontró en la música una válvula de escape que le permitía refugiarse en sus letras y convertir su dolor en arte. Durante estos años, además de pulir su estilo y forma de componer, se enfocó en encontrar los ritmos que lo caracterizan, además de hacerse poco a poco, pero a gran velocidad, de un grupo de seguidores que lo apoyan a la fecha.
2012 fue uno de los años más convulsos en la carrera de Hadrian. Junto al rapero Achepe estrenó su tercer material "Con Soul", donde se fusionan géneros como rap y R&B. De este álbum se desprende la canción "Yo Crecí" y "Se relajan." Ese mismo año, Hadrian apostó su título internacional de Red Bull contra el rapero cubano El B, miembro del grupo "Los Aldeanos."  Hadrian salió victorioso, siendo este uno de los primeros enfrentamientos internacionales en batallas de freestyle en habla hispana fuera de la competencia Red Bull. A raíz de esto, Hadrian mantuvo un beef con El B, rencilla que quedó plasmada en su canción "Ribete" y con quien aparentemente limó asperezas en 2013, cuando ambos fueron jueces de la Red Bull Internacional 2013 en Argentina. Ese mismo año, Hadrian también mantuvo una pelea con el rapero Achepe, con quien se reconciliaría hasta 2021.
Aún no terminaba el 2012 y Hadrian recibió un sinnúmero de críticas por incursionar en el género musical tribal con la canción "Menéate un poquito" del productor regiomontano Dj Morphius. La comunidad más purista del rap tampoco recibió de la mejor manera su canción "Clean", pieza inspirada en el estilo del grupo californiano New Boyz y el baile Jerk; la razón de este repudio al trabajo de Hadrian se debió al uso de sonidos y ritmos alejados de un rap clásico, dando como resultado que los detractores de Hadrian ligaran "Clean" con el reguetón de manera peyorativa y negativa. Estas críticas se agudizaron cuando incursionó en televisión, saliendo periódicamente en programas como "El Club del Italiano," "Sabadazo" y "Pura Gente Bien." En dichos programas, se señaló a Hadrian por fomentar la caricaturización del rap y anteponer el dinero por encima de su trabajo como artista. A la postre, estas incursiones en televisión sirvieron para que el rap llegara a más público a costa de la imagen de Hadrian. 
En este contexto adverso, Hadrian volvió a defender su cinturón de campeón internacional, ahora contra el rapero sonorense Eptos Uno, en Monterrey. De este enfrentamiento Hadrian salió victorioso y comenzó un beef con Eptos, quien atacó a Hadrian en su canción "Eclipse" y con quien hizo las pases hasta 2021 durante el homenaje al rapero hidrocálido Gravedad, quien muriera de cáncer. Todas las rencillas que Hadrian acumuló con distintos artistas, su incursión en géneros como tribal y su paso por televisión, le valieron ser uno de los raperos más atacados y odiados en aquellos años por el público más ortodoxo del rap.
Hadrian también fue juez de la batalla de gallos Colombia en 2012, donde su compatriota Aczino salió campeón nacional de aquel país. Un año después fue juez en la Red Bull Internacional 2013 en Argentina, donde el rapero Dtoke se coronó frente a su gente.  

### 2013 - 2014 El Bueno, el Malo y el Feo – Crónicas de Invierno –Gran Maestre
A pesar del odio hacia su trabajo, Hadrian continuó explorando sonidos y estilos, es entonces que se acerca a Monkey Brigade, unos productores que supieron en ese momento entender el tipo de música que quería hacer y con quienes lanza “El bueno, el malo y el feo” en 2013, material que fue recibido con gran aceptación por sus seguidores. Con "El Bueno, el malo y el Feo", Hadrian demostró que su versatilidad no iba en contra de su capacidad de rapeo; creado al lado de Ese O, Traficante de Almas y Ice Man, nacieron 3 canciones de hip-hop, una de ellas "El Feo", donde mantuvo su rivalidad con el rapero Eptos Uno. En dicho track también hace alusión a rencillas pasadas con los artistas Achepe y Santa Rm. 
Sin dejar de lado su talento como rapero, y navegando contra las críticas y el odio de la escena, consiguió el respeto como un artista multifacético, capaz de cantar en muchos géneros y que lo llevó por distintos escenarios a demostrar su madera como artista. Luego de este trabajo lanza el disco "Gran Maestre," considerado el primer disco de trap en México por la revista Noisey Vice, quienes catalogaron a Hadrian como “El Padre del Trap en México”, adelantándose a su época y evolucionando a la par de su música. De este material se desprenden canciones como "El Chef", "No quiero que te vayas" y "Todo o nada." 
En 2014 también sale su material “Crónicas de Invierno,” donde nuevamente incursiona en el rap y R&B, teniendo colaboraciones con los venezolanos Jannibal y Akapellah. En palabras del autor, es en este material donde incursiona por primera vez en contar un pasaje de la vida de narcotraficantes con la canción "Los Sobrinos," por la que le pagaron cerca de 20 mil pesos, cifra que para Hadrian fue significativa ya que estaba pasando por momentos económicos difíciles.
Pese a la incomodidad de muchos de sus pares que lo veían como una “oveja negra” en el rap, Hadrian desarrolló su versatilidad y apostó por hacerse de un camino diferente al que estaba dispuesto, un estilo que rápidamente se hizo de adeptos que veían en su música canciones impregnadas de realidad y sentimiento, lo cual le ayudó a conectar a un nivel más profundo con todo aquel que lo escuchaba. 

### 2015-2017: Ellas, White Album y Black Album
Escuchando a otros productores con los que trabajó y fusionando neo soul, culmina su relación de trabajo con Daniel Habif y trabaja en su siguiente disco, el cual llevaría por nombre “Ellas”, con temas como “Cerca”, “Carnaval” y “Demasiado Tarde”, inspirado por Kendrick Lamar y donde destacó el sonido de instrumentos 100% reales. De la mano de un maestro de canto argentino, perfecciona su capacidad vocal y continúa brincando de un género musical a otro, hecho que le permitió no ser encasillado en un solo género.
Siguiendo lo hecho en "Gran Maestre", Hadrian publica en 2016 el White álbum, un disco completamente de trap donde predomina el tema del erotismo y las relaciones carnales. De este material se desprenden temas como "Indiferente", "Hazme olvidarla", "Loca por mí" y "Atiende." Con esta producción, Hadrian se reafirmó con un público mexicano de trap cada vez más grande. Como contraparte del White álbum, y con el afán de no descuidar el género que lo vio nacer, se acerca a Brasco Blaze para desarrollar un EP de rap que llevaría por nombre “Black Album”, volviendo así a sus orígenes y del cual recupera un sonido más clásico, pero mostrando la evolución adquirida con el paso de los años. De esta producción se desprenden temas como "Donald Trump" y "Gol." En un inicio, Hadrian pensó el Black Album como una especie de "Vuduh 2.0" por este regreso a sonidos de rap más clásicos, pero el resultado supera con creces esta primera idea, consolidando un álbum con una producción muy pulcra de Danny Brasco.
En 2015, Hadrian volvió a las batallas contra el rapero mexicano Aczino, ícono máximo de la disciplina de Freestyle hasta la fecha. La batalla es recordada por ser un enfrentamiento inédito hasta ese momento entre los dos máximos exponentes de la improvisación en México en la historia. Dos años más tarde, en 2017, Hadrian perdió su invicto como competidor en Chile en los eventos "Double AA" y "God Level" contra los raperos chilenos Nitro y Kaiser respectivamente. Pese a ello, Hadrian es reconocido como uno de los máximos pilares del freestyle en habla hispana junto con artistas como el español Piezas y el venezolano Mcklopedia. 
De 2015 a 2018, Hadrian ha incursionado esporádicamente en las batallas escritas o "battlerap" contra los raperos Dtoke (Liga Colisevm, 2015), Invert (Línea 16, 2015), Sadeeck (Liga Dios Barras, 2015), Piezas (Línea 16, 2017) y Santa RM (Línea 16, 2018), siendo esta última una de las batallas más controversiales por casi llegar a los golpes arriba del escenario. 

### 2018: Su paso porWarner Music México
El nombre de Hadrian se vuelve un referente dentro del Trap y Hip-Hop nacional, es así que gracias a la disquera conoce a artistas como Dim, integrante de la agrupación colombiana Piso 21, quien le aplaude su estilo gracias al tema “Ángel y Diabla”. El ser respaldado por una discográfica se rodea de otro equipo de trabajo que le permite explorar una nueva faceta en su carrera.
Esta asociación con Warner Music México le lleva a ser el primer mexicano en trabajar con el artista argentino Lit Killah, con quien lanza, al lado del rapero brasileño Papatinho, el tema “Bendito”, llevando su música a otras latitudes y demostrando que el trap mexicano tiene en él a un gran exponente. A este tema le siguieron otros como “Judas”, canción en la que además de rendir homenaje a sus raíces a través del video con que lo ilustró,retomó el gusto por contar historias de la realidad que adquirió años atrás con su tema "Los Sobrinos." Además, el título de la canción sirvió para responder una serie de críticas que le llovieron por su desempeño como jurado en la Red Bull Batalla de los Gallos Internacional 2018, donde su amigo y rapero Aczino fue derrotado por el argentino Wos en la final. Una parte del público mexicano consideró que Hadrian votó en contra de Aczino injustamente, sin embargo, esto ha sido desmentido en reiteradas ocasiones por ambos e incluso lanzaron juntos la canción "Titulares," dejando clara la buena relación entre ellos. A la par, Hadrian continuó lanzando temas que fueron bien recibidos como “Vienes y te Vas”, “Ex”, “Cúrame” (con tintes de reggae) y “A Todas”.  

### 2019: Young Chalino
Con el fin de adentrarse a un nuevo género es que el artista lanza “Young Chalino”, un disco conceptual en el cual cuenta una historia a través de corridos contados desde la perspectiva del barrio pero sumando el Rap y el Trap, mezclando música sonidera con mariachi, afrobeat y dembow. “El Mero Mero”, “Niño Malo” y “El Patrón”, nos muestran una faceta más del compositor, quien entrega en estas canciones una miniserie musical y visual. Durante este trabajo es que Hadrian decide enfocarse en hacer corridos con el afán de contar historias, con un estilo propio, sin necesidad de imitar lo que hacían otros y mezclando la música regional con el urbano.

### 2020 - 2022: Adaptarse a la escena musical – Niño de Oro

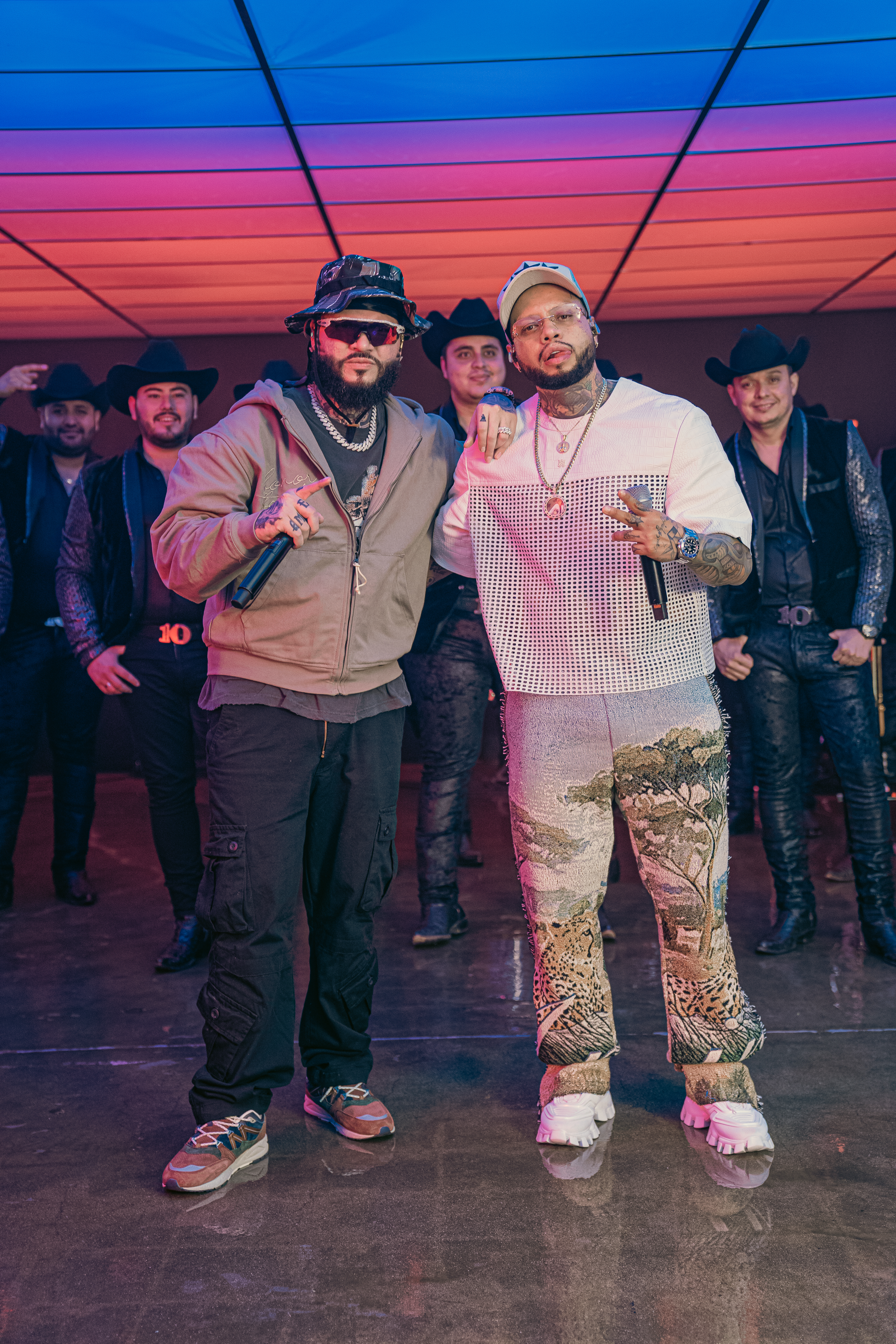
Hadrian y Farruko en el video de MI CORRIDO REMIX

Luego de su paso por Warner, Hadrian continúa lanzando música con temas como “Confidente”, “Campeón”, “Sin Mentir”, “Nodal y Belinda” y más colaboraciones con otros artistas con temas como "Mamá Choncha." Con el afán de no dejar de crear música y entendiendo que la industria musical evoluciona con gran rapidez, el artista lanza sencillos continuamente a la par de seguir trabajando en su siguiente producción discográfica.
Es la mezcla de estilos y géneros la que lo llevan a lanzar el disco “Niño de Oro”, donde su sencillo homónimo (55 millones de Streams en Spotify, 190 millones de views en Youtube) ha exponenciado el consumo de su música por la gran aceptación en el público. En dicho álbum, sus seguidores pudieron disfrutarlo a través de canciones como, “Así Soy”, “No Me Rajo”, “Corazón Frío” además de contar con colaboraciones como en “Requesón”, al lado de Julio Preciado, “Verificado”, con Beto Vega, así como “Relojito Adiamantado”, con Codiciado. Este trabajo, además de darle un nuevo paso a su carrera, consagró a Hadrian a un nuevo estilo en donde se sintió cómodo y en donde, además, honró los gustos de su papá, quien siempre fue adepto de la música regional mexicana.
Entre 2021 y 2023, la vida privada de Hadrian tuvo varios momentos importantes. En 23 de abril de 2021, Hadrian fue detenido en la Ciudad de México por portación de arma de fuego. Los hechos terminaron por resolverse y Hadrian solo estuvo unos cuantos días arraigado hasta que lo exoneraron de los cargos.  Un año después, en julio de 2022, la vida de Hadrian se cimbró con la partida de su madre, pilar fundamental en su formación personal y musical. A partir de ese momento, Hadrian porta en el cuello un collar con una foto de su mamá en homenaje a su memoria y como símbolo de guía. A mediados de 2023, y después de dos años de relación, Hadrian contrajo matrimonio.

### 2023 - 2024: Oro Molido y Rockstyle
El Rap, el Trap y la música Mexicana, se siguen entrelazando en su proyecto musical, lo cual lo lleva a lanzar durante el 2023 temas como “A Quemarropa”, grabada en Cuba y “Tronando Liga$”. A inicios del 2024, Hadrian estrenó su undécima producción titulada "Oro Molido," donde sigue con la línea presentada en "Niño de Oro," pero ahora distanciándose de la disquera "Golden Ink" de Guadalajara quienes lo privaron de las regalías que hasta la fecha genera su canción "Niño de Oro" a cambio de liberarlo de todo compromiso legal con ellos; solo así Hadrian pudo retomar su camino como artista independiente. Sobre este conflicto el artista hizo alusión en la canción homónima del disco.
Aun en esta fusión de urbano y regional, Hadrian entregó la canción "Boys Don't Cry" junto con el rapero Sipo, donde deja ver que el rapeo y la capacidad de fluir en un beat tradicional sigue intacta. En Oro Molido también incursiona en la bachata y es en este punto donde su música tiene un público cada vez más grande en Colombia, República Dominicana y llegando a colaborar con el artista Farruko en un remix de "Mi Corrido." En febrero de 2024, Hadrian y el rapero Freciso publicaron el EP "Rockstyle", bajo la dirección del productor Pablo An. En dicho material se priorizan los ritmos de reguetón, nuevamente en la línea de la versatilidad. 

### 2024-2025: "Archivo 17:27", alianzas con DEL Records y Tamarindo Rekordsz
En julio de 2024 Hadrian firmó con "DEL Records" y "Tamarindo Rekordsz," sellos discográficos reconocidos en el mundo de la música regional mexicana y de corridos y con una presencia importante en Estados Unidos. Esta acción se logró gracias a las relaciones de amistad y de negocios que Hadrian entabló con los productores méxico-estadounidenses Ángel del Villar (nombrado por Billboard como uno de los promotores musicales más influyentes del medio)y Javier González "El tamarindo" (famoso descubre talentos).Con estas alianzas Hadrian estrenó canciones cada siete días, entre septiembre y noviembre de 2024, empezando con "Ni Rico Ni Pobre" (con un video grabado en República Dominicana) y "Picasso Glocks" (con un video grabado en Nueva York); posteriormente estrenó "Snapback"(Nueva York), "Distinguido," "Ochun," "De Moda" y "One Truck."
Estos estrenos constantes tuvieron lógica cuando el 22 de noviembre Hadrian anunció el lanzamiento de su décimo tercer disco, titulado "Archivo 17:27," donde además de contener las canciones hasta ese momento lanzadas, incluía 13 temas inéditos. Producido en su totalidad por Pablo An, los temas fueron generalmente de estilo regional, aunque hay otros como "Snapback" y "Armand de Brignac" donde Hadrian regresó al estilo de trap impuesto en 2014 con Gran Maestre. El material también incluye otros ritmos como reggae (con la canción "Shooters") y bachata (con "La calle me llama"); mención especial merece el último tema titulado "Outroretrato", donde Hadrian hace una especie de biografía musical, rescatando todos los ritmos que lo influenciaron desde la cuna. Algunos de los ritmos que recorre son bolero, ranchero, mariachi, reggae, rock, bachata, trap, drill, entre otros. Se trata de un tema de casi 9 minutos donde cambia de ritmos conforme avanza y donde bolero y mariachi son referencias a sus padres; de hecho, la portada de "Archivo 17:27" es una foto de Hadrian de niño con su madre Angelina, a quien le dedica un tema homónimo en el álbum. Además, en los adelantos visuales Hadrian deja ver algunas fotos de él con su familia, mientras que el número "17" en el título podría ser una referencia al día en que su madre falleció. Otra referencia más es que en el video de "Distinguido" se aprecian las fotos de sus padres en el collar que porta. Con estos elementos podríamos decir que, conceptualmente, el disco posee una carga familiar importante, convirtiéndolo en un material un tanto más personal. 

### Estreno de sencillos, Red Bull 5 vidas
Ya con el disco fuera, Hadrian ha estrenado dos videos del último álbum: "Al Tiro" y  "El Alfa". A la par, ha estrenado un sencillo de trap (Condena y condición); uno de reggaetón con intro de salsa en el que colaboró su hermano mayor Poko Loko (Chrome Hearts); un regional dedicado a los migrantes (Doble Moral); y una salsa estilo Willie Colón titulada "Padre Nuestro". 
En enero de 2025, Hadrian participó en una edición especial "5 vidas" de Red Bull Batalla de Gallos con motivo del 20 aniversario de la competición. En lo que ha sido la mejor edición de ese formato a la fecha, Hadrian enfrentó a mc's de su generación como Piezas, Mcklopedia, Arkano y Frescolate. Lamentablemente, solo ganó una batalla contra Piezas y fue perdiendo sus vidas paulatinamente después de una votación injusta contra Fescolate. Aunque fue el primer Mc en ser eliminado, el evento fue ovacionado por la comunidad del freestyle y Hadrian dejó algunos destellos de lo que fuera su nivel de competidor en 2008. En mayo de 2025, Hadrian tuvo una breve intervención en la edición seis de "Batallas cannábicas," del lado de Aczino & Sipo vs Danger & Gino, enfrentamiento estelar de dicha competición de escritas. En marzo de 2025, Hadrian comenzó a colaborar con el Road Manager Abraham Triskell, cerrando nuevas fechas en Colombia y volviendo a tocar en CDMX, después de años sin brindar un concierto en la capital mexicana.

## Discografía

### Álbumes de estudio y EP's
- Hell inizio del mal (2008)
- Vuduh (2008)
- Con Soul (Hadrian & Achepe) (2011)
- El bueno, El Malo y El Feo (Hadrian & Monkey Brigade) (2013)
- Crónicas de invierno (2014)
- Gran Maestre (2014)
- Ellas (2015)
- White álbum (2016)
- Black álbum (Hadrian & Danny Brasco) (2017)
- Niño de Oro (2022) (lanzando la versión Deluxe con el mismo nombre ese año).
- Oro Molido (2024)
- Rockstyle (Hadrian, Freciso & Pablo An) (2024)
- Archivo 17:27 (2024)